# Ahmet Davutoğlu
Ahmet Davutoğlu (født 26. februar 1959) er en tyrkisk politiker som blev premierminister i Tyrkiet den 28. august 2014 frem til den 24. maj.[kilde mangler] Han overtog både posten som premierminister og partiformand for Retfærdigheds- og Udviklingspartiet efter Recep Tayyip Erdoğan. Ahmet bekendtgjorde at måtte afstå sin premierminister post efter uenigheder med den tyrkiske præsident Recep Tayyip Erdogan[kilde mangler]